# Nikolaj Nikolaevič Šipov
Nikolaj Nikolaevič Šipov, (in russo: Николай Николаевич Шипов) (San Pietroburgo, 29 marzo 1846 – 28 marzo 1911), è stato un ufficiale russo.

## Biografia
Era il figlio di Nikolaj Pavlovič Šipov (1806-1887), e di sua moglie, Dar'ja Alekseevna Okulova (1811-1865), figlia di Aleksej Matveevič Okulov, e fratello di Dmitrij Nikolaevič Šipov. Studiò presso il Alexander Lyceum.

## Carriera
Nel 1865 entrò a far parte, come cadetto, nel reggimento di cavalleria. Ricoprì la carica di aiutante di campo (1868-1872) e poi fino al 1874 comandò uno squadrone del reggimento. Il 15 maggio 1883 fu promosso a maggiore generale.
All'incoronazione dello zar Alessandro III, si trovava di guardia al trono. Tra il 1885 e il 1893 era attendente delle truppe cosacche negli Urali.
Nel 1894 venne promosso a tenente generale e nominato comandante della prima divisione di cavalleria. Nel 1904 è stato nominato membro del Consiglio militare, mentre due anni più tardi venne promosso a generale di cavalleria e nel 1906 ad aiutante generale.
Dal 1º gennaio 1911 fu membro del Consiglio di Stato.

## Matrimonio

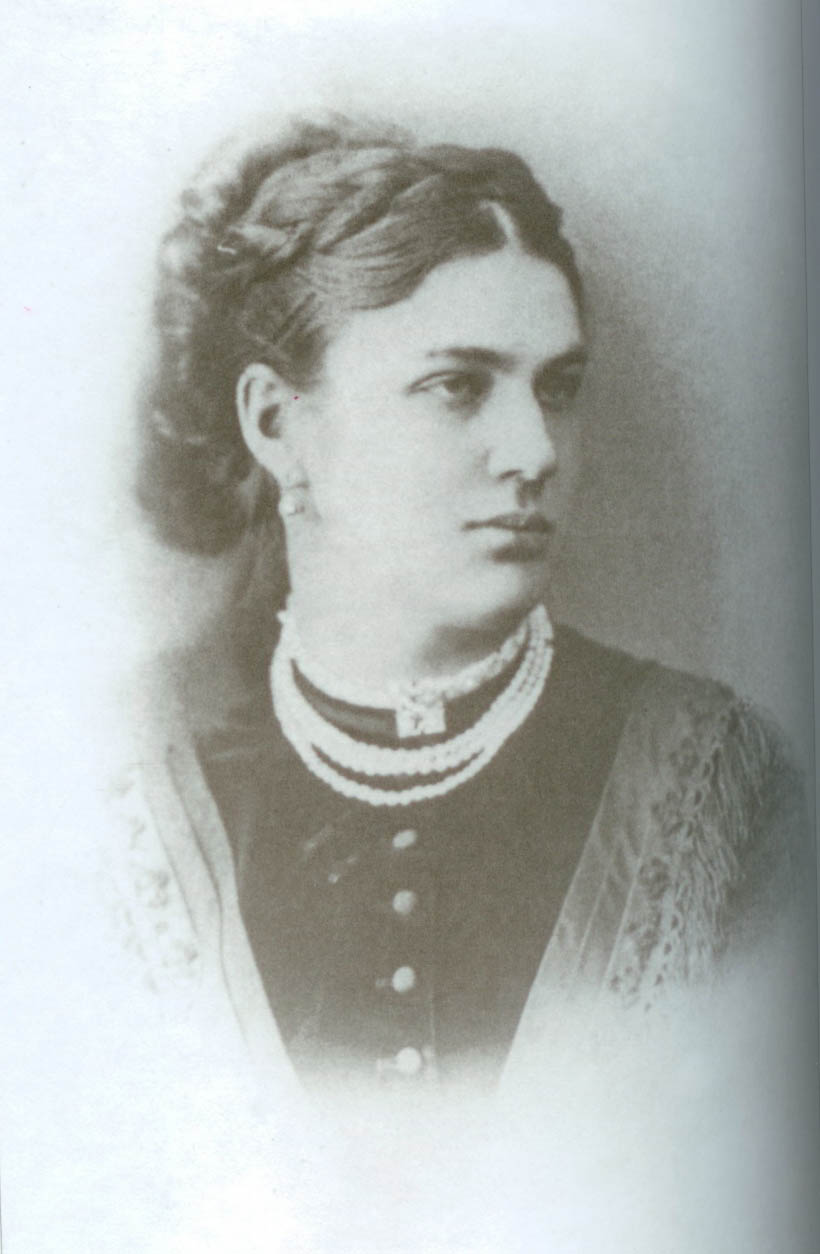
Sof'ja Petrovna Lanskaja, 1870.

Nel 1867 sposò Sof'ja Petrovna Lanskaja (1846-1918), figlia di Pëtr Petrovič Lanskij e di Natal'ja Nikolaevna Gončarova. Ebbero quattro figli:
- Natal'ja Nikolaevna (15 settembre 1870-10 ottobre 1945), sposò Eugenij Karlovič Miller, ebbero tre figli;
- Dar'ja Nikolaevna (6 dicembre 1871-?);
- Nikolaj Nikolaevič (1873-1958);
- Elena Nikolaevna (26 maggio 1880-?).